# La Tragédie du Japon (film, 1953)
Pour les articles homonymes, voir La Tragédie du Japon.
Pour plus de détails, voir Fiche technique et Distribution.
La Tragédie du Japon (日本の悲劇, Nihon no higeki) est un film japonais réalisé par Keisuke Kinoshita et sorti en 1953. Il ne faut pas confondre ce film avec le documentaire homonyme de Fumio Kamei, réalisé en 1946, et qui, malgré l'autorisation du comité de censure, fut rapidement interdit de diffusion par les autorités d'occupation américaines.

## Synopsis
Dans les années de l'immédiat après-guerre, une jeune veuve, pauvre mais courageuse, travaille dans un bar afin d'élever ses enfants. Ceux-ci pensent que son choix est délibéré et qu'elle mène une vie dissolue. Ils manifestent la plus grande ingratitude à son égard et finissent par l'abandonner. Désespérée, elle se suicide en se projetant sous un train.

## Fiche technique
- Titre du film : La Tragédie du Japon
- Titre original : 日本の悲劇 (Nihon no higeki?)
- Réalisation et scénario : Keisuke Kinoshita
- Photographie : Hiroyuki Kusuda
- Musique : Chūji Kinoshita
- Décors : Kimihirō Nakamura
- Production : Takashi Koide et Ryôtanô Kuwata
- Société de production : Shōchiku
- Pays d'origine :  Japon
- Langue : japonais
- Format : noir et blanc - 1,37:1 - Son mono
- Genre : Film dramatique
- Durée : 116 minutes
- Dates de sortie :
  -  Japon : 17 juin 1953
  -  États-Unis : 30 mai 1979

## Distribution
- Yūko Mochizuki : Haruko Inoue, la mère
- Yōko Katsuragi : la fille aînée
- Masumi Taura : le fils
- Keiji Sada : Tatsuya, le musicien
- Ken Uehara : Masayuki Akazawa, le professeur d'anglais
- Sanae Takasugi : Mme Akazawa
- Keiko Awaji : Wakamaru, la geisha
- Teiji Takahashi : Sato

## Autour du film
« Même si officiellement l'occupation du Japon ne s'acheva pas avant le printemps 1952 (...), les cinéastes japonais avaient déjà commencé à s'occuper à nouveau de définir qui ils étaient. (...) Ainsi débuta une période où les films se mirent à refléter les dures réalités de l'existence d'après-guerre. (...) Au Japon, pour la première fois, une majorité du public acceptait et encourageait des films qui les montraient tels qu'ils étaient vraiment, plutôt que comme on leur ordonnait ou comme ils rêvaient d'être. (...) Le cinéma japonais d'après-guerre devint réaliste en ses détails et nuances, ressemblant davantage à la vie même », écrit Donald Richie dans son ouvrage sur le cinéma japonais publié aux Éditions du Rocher.
« En un sens, le cinéma japonais tout entier devint du shomingeki, l'espace d'une saison. Tous les films parlaient des "petites gens" parce que, pour le moment, tout le monde était "petit", pauvre, vivant d'expédients », poursuit-il. Arthur Nolletti ajoute, cependant, que le shomingeki se révélait être un genre très large, capable d'intégrer une grande diversité de matériaux et de registres. « Le genre démontrait une remarquable variété dans la structure, l'emphase thématique et, par-dessus tout, le style », note-t-il. (in : A. Nolletti et D. Desser, Reframing Japanese Cinema, Indiana University Press, 1992).
La Tragédie du Japon fut un des premiers films illustratifs de cette tendance. À partir d'un thème plutôt mélodramatique, Keisuke Kinoshita évite l'écueil du sentimentalisme grâce à un filmage de type néoréaliste, l'insertion de séquences d'actualités (la vision de l'Empereur, les incidents lors des manifestations du 1er mai...) et des éclairages bruts. Le film revêt ainsi une apparence documentaire qui donne un relief supplémentaire au constat qu'il énonce initialement : « Le Japon est plongé dans les ténèbres. »
Ici, les ténèbres c'est aussi « une mère qui se sacrifie entièrement pour ses enfants, et qui se voit au bout du compte rejetée par eux. » (D. Richie, op. cité). Kinoshita décrit, par là-même, l'évolution (ou la dégradation) des liens familiaux dans un Japon en transformation.
« En dépit de ses expérimentations formelles (extraits de bandes d'actualités, manchettes de journaux...), le film fut perçu comme un reflet exact de la société. Il s'intégrait d'ailleurs parfaitement à l'un des sous-genres qui fleurissaient alors ». Si Le Repas de Mikio Naruse fut un des premiers films consacrés aux épouses (tsuma-mono), La Tragédie du Japon fut, quant à lui, une des premières réalisations concernant les mères (haha-mono).

## Récompenses et distinctions
- Prix Blue Ribbon du meilleur scénario pour Keisuke Kinoshita en 1954 (pour La Tragédie du Japon, Le Cœur sincère ainsi que Lettre d'amour)
- Prix Mainichi en 1954 :
  - du meilleur scénario pour Keisuke Kinoshita (pour La Tragédie du Japon, Le Cœur sincère ainsi que Lettre d'amour)
  - de la meilleure actrice pour Yūko Mochizuki